# Пастушки-уэка

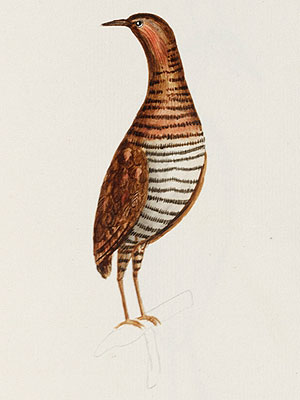
Пастушок с острова Норфолк, рисунок современника

Пастушки-уэка (лат. Gallirallus) — род птиц из семейства пастушковых отряда журавлеобразных.

## Описание
Ввиду слабых лётных способностей или их полного отсутствия, птицы преимущественно наземные. Всеядны, питаются как растительной, так и животной пищей. Крупные виды ловят даже мелких позвоночных.
Распространены в Новой Зеландии.

## Классификация
Международный союз орнитологов относит к роду один вид:
- Gallirallus australis (Sparrman, 1786) — Пастушок-уэка

До 2012 годов в род включали ещё 12 видов, которые по результатам филогенетического исследования Kirchman выделены в роды Hypotaenidia и Cabalus. Также в другой род был выделен  Aptenorallus calayanensis (D. Allen, Oliveros, Española, Broad & Gonzalez, 2004).

### Виды, вымершие до 1500 года
К одному из трёх родов (Gallirallus, Hypotaenidia, Cabalus) относят следующие вымершие виды:
- Gallirallus epulare — пастушок с острова Нуку-Хива
- Gallirallus gracilitibia — был распространён на острове Уа-Хука
- Gallirallus huiatua — остров Ниуэ[4]
- Gallirallus ripleyi — остров Мангаиа
- Gallirallus roletti — остров Тахуата
- Gallirallus storrsolsoni — Хуахине
- Gallirallus vekamatolu — остров Эуа, возможно дожил до начала 19-го века
- Gallirallus sp. — остров Новая Ирландия
- Gallirallus sp. — остров Норфолк, возможно дожил до начала 19-го века
- ? Gallirallus sp. — остров Хива-Оа